# Christian Ring (Grasskiläufer)
Christian Ring (* 4. Januar 1973 in Nabburg) ist ein ehemaliger deutscher Grasskiläufer. Ring gewann drei Bronzemedaillen bei den Grasskilauf-Weltmeisterschaften sowie vier Medaillen bei den Grasski-Europameisterschaften.

## Leben
Ring gewann mit seiner ersten Teilnahme an internationalen Wettkämpfen die Bronzemedaille im Slalom bei den Grasski-Europameisterschaften 1992. Diese konnte er bei der nächsten EM zwei Jahre später verteidigen. Bei den Europameisterschaften 1996 gewann er die Silbermedaille im Riesenslalom- und im Super G-Wettbewerb.
In den Jahren 1994 bis 1999 gewann er insgesamt sechs Mal die Deutschen Grasski-Meisterschaften. So wurde er im Jahr 1994 Deutscher Meister im Slalom und im folgenden Jahr Deutscher Meister im Riesenslalom. In den Jahren 1998 und 1999 errang er den Deutschen Meistertitel in jeweils zwei Wettbewerben, 1998 im Slalom und im Riesenslalom, 1999 im Riesenslalom und im Super G.
Darüber hinaus konnte er in den Jahren 1989, 1990 und 1992 sechs Mal den Deutschlandpokal für sich entscheiden, davon jeweils drei Mal im Slalom und drei Mal im Riesenslalom.
Bei den Grasski-Weltmeisterschaften 1999 gewann er die Bronzemedaille im Riesenslalom. Im Jahr 2001 bestritt er seine letzte Europa- und Weltmeisterschaft. Bei den Grasski-Weltmeisterschaften 2001 kam er mit dem jeweils dritten Platz im Riesenslalom und im Super G auf das Podest. Ein Jahr später, in seinem letzten Jahr als aktives Mitglied des Deutschen Skiverbands, kam er in der Gesamtwertung des Deutschlandcups unter die Top 10 und gewann in der Wettkampfserie noch einmal vier Rennen, zuletzt in Ehrenfriedersdorf.

## Erfolge

### Weltmeisterschaften
Riesenslalom
- Bronze: 2001

Super-G
- Bronze: 1999[4]
- Bronze: 2001

### Europameisterschaften
Slalom
- Bronze: 1992, 1994

Riesenslalom
- Silber: 1996

Super-G
- Bronze: 1996

### Deutsche Meisterschaften
Slalom
- Gold: 1994, 1998

Riesenslalom
- Gold: 1995, 1998, 1999

Super-G
- Gold: 1999